# Jobinia eulaxiflora
Jobinia eulaxiflora là một loài thực vật có hoa trong họ La bố ma. Loài này được (Lundell) W.D. Stevens mô tả khoa học đầu tiên năm 2000.